# Fluoridierung
Fluoridierung ist die Zugabe von Fluoriden zu Lebensmitteln und Kosmetika (Zahnpasta) sowie das Aufbringen höher konzentrierter Präparate auf die Zähne zum Zweck der Kariesprophylaxe. Bei den Lebensmitteln sind vor allem bei Speisesalz und Milch fluoridierte Produkte erhältlich. In einigen Ländern wird das Trinkwasser mit Fluoriden versetzt.
In neuerer Zeit werden auch sogenannte „slow-release devices“ eingesetzt – kleine Behältnisse, die am Zahn angebracht werden, oder mit Fluorid angereicherte Zahnfüllungen, die über einen längeren Zeitraum kontinuierlich Fluorid an den Speichel abgeben.

## Zahnkaries

### Karies-Ätiologie
Karies entsteht im Zahnhartgewebe (Zahnschmelz, Dentin) durch langfristige Einwirkung der Stoffwechselprodukte von Bakterien, die sich auf den Zähnen und in Zahnzwischenräumen als Zahnbelag (Plaque) ansiedeln. Von den kariogenen Bakterien (Laktobazillen und verschiedene Streptokokkenarten, insbesondere Streptococcus mutans) werden aus Kohlenhydraten wie Saccharose, Glucose und Fructose organische Säuren gebildet. Die Säurefreisetzung senkt den pH-Wert. Während die genannten Mikroorganismen in diesem sauren Milieu überleben können, wird bei pH-Werten unter 5,5 die mineralische Hauptkomponente des Zahnschmelzes, Hydroxylapatit (auch Apatit-(CaOH)), aufgelöst. Je höher der Zuckerkonsum ist, desto kariesanfälliger sind die Zähne. Auch ohne mikrobielle Beteiligung können selbst saure Nahrungsmittel wie zuckerfreie Limonaden, Fruchtsäfte, Zitruspflanzen oder Magensäure zu einer Säure-Erosion führen.
Mit dem Speichel können gelöste Ionen dem Schmelz wieder zugeführt werden (Remineralisation). Lösen Säuren aber dauerhaft mehr Schmelz auf als remineralisiert werden kann, bilden sich Erosionen. Unter bakteriellen Plaques kann durch hohe Säurekonzentrationen der Schmelz in eng umgrenzten Bereichen gelöst werden, es entstehen Kavitäten („Löcher“).
Außer der Mundhygiene und damit der Zusammensetzung der oralen Mikroflora, der Zahl der vorhandenen Mikroorganismen sowie Ernährungsfaktoren bestimmen weitere (teils genetisch bestimmte) Faktoren die Anfälligkeit für Karies, unter anderem die Zusammensetzung und Viskosität des Speichels, Zahnform und -stellung (auch Größe der Zahnzwischenräume), die Struktur der Zahnsubstanz sowie Grübchen und Fissuren (der Backenzähne). Man spricht daher im Fall der Zahnkaries von einem multifaktoriellen Geschehen.

### Prophylaxe
Neben der Beschränkung der Zuckeraufnahme und der gründlichen Entfernung der Zahnbeläge (Mundhygiene) kann die Anwendung von Fluoriden dazu beitragen, die Entstehung von Karies zu erschweren. Fluoride können OH-Gruppen des Hydroxylapatits im Zahnschmelz ersetzen. Dabei bildet sich Fluorapatit (mit einem theoretischen Fluoridgehalt von ca. 3,8 %), der in schwachen Säuren weniger gut löslich ist als die OH-Form. Eine antibakterielle Wirkung des Fluorids auf die Mundflora (z. B. Enzymhemmung des Energiestoffwechsels oder Anabolismus) ist dagegen vernachlässigbar, weil dazu die Konzentration zu gering ist. Die antibakterielle Wirkung kommt eher durch die Gegenionen fluoridhaltiger Produkte (z. B. Amine, Sn2+) zum Tragen. Neben diesen Erklärungsmodellen wurde in der Vergangenheit auch die Stimulation der Speichelbildung (vagotoner, weniger viskoser Speichel) und ein daraus möglicherweise resultierender verbesserter Reinigungseffekt diskutiert.
Die ehemals vorherrschende Ansicht, dass die Wirkung des Fluorids vor allem auf seinem festen Einbau in die Kristallstrukturen von Schmelz und Dentin beruhe, hat sich grundlegend geändert, da die Menge an aufgenommenen Fluoriden im Zusammenhang mit der täglichen Zahnpflege sehr gering ist. Der menschliche Zahnschmelz enthält in seiner äußersten Schicht eine Konzentration von ca. 500 bis 1.000 ppm (0,1 %) Fluorid. In einer Tiefe von 25 µm werden nur noch ca. 100 ppm (0,01 %) gefunden. Stöchiometrischer Fluorapatit hätte aber eine Konzentration von 36400 ppm (= 3,64 %).
Die Hypothese, dass sich an der Oberfläche von Zähnen eine kariesprophylaktische Schutzschicht („Panzer“) von Calciumfluorid (CaF2) oder Fluorapatit (Ca5(PO4)3F) zum Erosionsschutz bildet, ist nicht nachgewiesen – zudem sind Calciumfluorid und Fluorapatit ebenfalls säurelöslich. Seit Ende der 1990er Jahre sind Kariesforscher überzeugt, dass das während der Zahnentwicklung in die Kristallstrukturen des Schmelzes eingefügte Fluorid eine vergleichsweise geringe Wirkung auf kariöse Prozesse hat und dass die kariesprotektive Wirkung der systemisch aufgenommenen Fluoride, zum Beispiel aus Trinkwasser, Kochsalz, Tabletten, Milch usw., nach dem Zahndurchbruch einsetzt. Die entscheidende lokale Schutzwirkung der systemisch aufgenommenen und durch den Speichel an die Zahnoberflächen herangeführten Fluoride setzt in der wässerigen Phase an der Grenzfläche des Zahns zu seiner Umgebung und im Kristallwasser der äußeren Schichten des Schmelzmaterials ein. Demineralisation während der Säureattacke, d. h. Mineralverlust infolge teilweiser Auflösung von Schmelzkristallen, wird durch die Anwesenheit von Fluorid gehemmt. Das Fluorid diffundiert mit der Säure in die Schmelzporen und wirkt an den Kristalloberflächen zusammen mit dem dort bereits entstandenen Fluorapatit gegen die nachfolgende Säureattacke. Erste Forschungsergebnisse zur Kariesprävention im Alter zeigen in vitro, dass die lokale Einwirkung von fluoridversetzter Milch (10 ppm) auf das Wurzeldentin extrahierter menschlicher Zähne eine deutliche Wirkung auf die Remineralisation des zuvor künstlich demineralisierten Wurzeldentins hat. Die lokale Einwirkung von mit NaF angereichertem (10 ppm) künstlichem Speichel zeigt sogar eine noch stärkere Wirkung. Bei der Einwirkung von künstlichem Speichel wurde eine zusätzliche kristalline Schicht auf der Läsion gebildet, die erhöhte Werte von F− und Ca2+ enthielt.
Das während des pH-Anstiegs nach einer Demineralisationsphase in der wässerigen Lösung an der Kristallfläche vorhandene Fluorid kann sich mit den gelösten Calcium- und Phosphationen verbinden und an der Kristallfläche niederschlagen oder sich als fluorapatit-ähnliches kristallines Material im Schmelz ansammeln. Fluorid verändert diesen als Remineralisation bezeichneten Mineralgewinn und verhilft der kristallinen Substanz des Schmelzes damit zu mehr Resistenz gegen künftige Säureangriffe, es wirkt als Beschleuniger des natürlichen Remineralisationsprozesses aus dem Speichel.
Die klinische Wirksamkeit im Sinne eines kariesprophylaktischen Effekts sogenannter „slow releasing devices“ (langsam Fluorid-freisetzende Vorrichtungen) konnte nicht gezeigt werden. Diese Vorrichtungen werden auf den bukkalen Flächen der Backenzähne angebracht und sollen dort lokal eine präventive Wirkung entfalten.

## Methoden der Fluoridierung

### Allgemeines

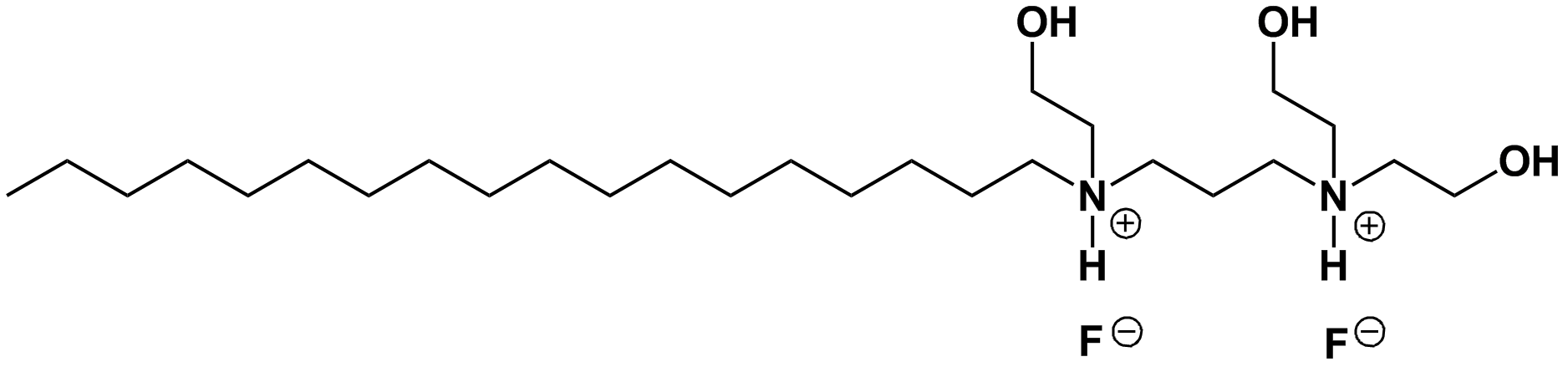
Olaflur

Dectaflur

Zur Kariesprophylaxe werden vor allem vier Fluoridverbindungen eingesetzt:
- Natriumfluorid (enthalten in Fluoridtabletten, Speisesalz, Zahncremes und Mundwässern)
- Zinn(II)-fluorid (Zahncremes)
- Natriumfluorophosphat (Zahncremes, Zahnlacke, Touchierlösungen und Trinkwasser) oder
- Aminfluorid (Zahncremes und fluoridhaltige Gele, z. B. Olaflur oder Dectaflur)

Während NaF, SnF2 und Natriumfluorophosphat anorganische Fluoridsalze sind, ist beim Aminfluorid das Fluoridion an ein langkettiges organisches Molekül gebunden.
Ebenso wie diese werden unter den im allgemeinen Sprachgebrauch als Synonyme verwendeten Begriffen „Fluorid“ oder „Fluor“ auch Fluoridokomplexe eingereiht, wie das Fluoridosilikat Hexafluoridokieselsäure, das seit Beginn der 1950er Jahre in den USA zur Trinkwasserfluoridierung eingesetzt wird. In der Frühzeit der Trinkwasserfluoridierung hatte man in Madison sogar mit Flusssäure fluoridiert, weil diese Säure in der Region produziert wurde und dort günstig zur Verfügung stand.
Bei der zahnmedizinischen Kariesprophylaxe unterscheidet man zwischen einer systemischen (auch internen) Fluoridierung und einer lokalen Fluoridzufuhr.
- Bei einer systemischen Anwendung wird Fluorid mit der Nahrung aufgenommen oder als Tablette verabreicht. Das Fluorid wird im Verdauungstrakt resorbiert und über das Blut transportiert. Von dort aus kann es in neugebildetes Zahnhartgewebe (Dentin) und Knochengewebe eingebaut oder im Speichel ausgeschieden werden.[6] Als Beispiele sind fluoridhaltiges Trinkwasser, Mineralwasser, Tabletten, Speisesalz und fluoridhaltige Nahrungsmittel (Fisch, Schalentiere und Tee) zu nennen. Die Verweildauer im Mund ist sehr gering und die Konzentration an Fluorid ist mit Ausnahme der Anwendung von Fluoridtabletten meist sehr klein. Entgegen der früheren Ansicht wird der kariesprotektive Effekt nicht durch Bildung von Fluorapatit verursacht, so dass eine systemische Anwendung einer Fluoridierung vor Durchbruch der ersten Zähne (präeruptiv) nicht zu kariesresistenten Zähnen führen kann. Dennoch hat die systemische Zufuhr (über einen längeren Zeitraum) auch eine lokale Wirkung, wenn Fluoride aus dem Speichel oder beim direkten Kontakt bei der Aufnahme (Speisesalz) an die Zähne gelangt und dort seinen Beitrag zu De- und Remineralisierung leistet.[6] Wegen der Bedeutung dieses Beitrages wird die lokale Fluoridzufuhr bevorzugt.

- Bei einer lokalen Anwendung wird das fluoridhaltige Mittel in der Mundhöhle durch Zahnpasten, Mundspülungen, Gele und Lacke angewandt und bleibt dann eine Zeit lang im Speichel nachweisbar. Die Anwendung ist individuell und erfolgt entweder durch einen selbst oder professionell beim Zahnarzt.

### Empfohlene Aufnahmemengen
Die geschätzte, durchschnittliche Aufnahme aus Lebensmitteln (ohne Fluorid-Supplemente und ohne Getränke) beträgt in Deutschland 0,4–0,5 mg pro Tag für Erwachsene. In verschiedenen Produkten findet man von Natur aus eine erhöhte Fluoridkonzentration, z. B. in schwarzem oder grünen Tee oder in Mineralwässern, natürlicherweise gerade in der Eifel oder im Münsterland (> 0,7 mg/l). Mineralwässer mit einem Fluoridgehalt von mehr als 1,5 mg F−/l müssen in Deutschland als „fluoridhaltig“, solche mit weniger als 0,7 mg F−/l dürfen als „Geeignet für die Zubereitung als Säuglingsnahrung“ gekennzeichnet werden. Bei höheren Konzentrationen wächst nämlich das Risiko einer Dentalfluorose.
Zwar ist Fluorid kein essentieller Nährstoff, jedoch für die Kariesprävention von Bedeutung. Daher kann eine optimale Dosis (adäquater Zufuhrwert, „adequate intake“, AI) errechnet werden, der einerseits ein geringes Fluoroserisiko nach sich zieht, andererseits den höchsten kariespräventiven Effekt entfaltet. In Deutschland, Österreich und der Schweiz beträgt die empfohlene Fluoridgesamtzufuhr (aus Nahrung, Trinkwasser und Supplementen) für Jugendliche von 15 bis 18 Jahren geschlechtsabhängig 2,9 bis 3,2 mg pro Tag, für Erwachsene 3,1 bis 3,8 mg pro Tag. Diese Zufuhrreferenzwerte ähneln der der EFSA, dort wird angegeben, dass ein optimaler Kariesschutz mit 0,05 mg F− pro kg Körpergewicht pro Tag erreicht wird.
Die von der EFSA definierte tolerierbare obere Einnahmemenge (UL) liegt bei 0,12 mg F− pro kg Körpergewicht pro Tag (im Durchschnitt etwa 7 mg pro Tag). Die UL setzt sich hierbei aus allen möglichen fluoridhaltigen Quellen zusammen (Nahrungsmittel, Zahnpflegeprodukte, Supplemente). In Deutschland sind fluoridhaltige Supplemente nur als registrierte Arzneimittel verfügbar. Das BfR empfiehlt, Fluorid nicht in Nahrungsergänzungsmitteln zu verwenden und eine Anreicherung nur auf Speisesalz zu beschränken.

### Systemische Fluoridierung

#### Wasserfluoridierung
| Ausmaß der Trinkwasserfluoridierung weltweit (Stand 2004) |         |
| 80–100 %                                                  | 60–80 % |
| 40–60 %                                                   | 20–40 % |
| 1–20 %                                                    | <1 %    |
| unbekannt                                                 |         |

Die Fluoridierung von Trinkwasser ist eine der am besten untersuchten kariesprophylaktischen Methoden. Eine Karieshemmung wird nicht nur im bleibenden Gebiss, sondern auch bei Milchzähnen erreicht. Sie wurde 1945 in einigen Städten der USA probeweise eingeführt und fand dort seit 1950 rasche Verbreitung. 1946 folgte Kanada, später Länder wie Australien, Brasilien, Chile, Irland, Malaysia und Vietnam. 5,7 % der Weltbevölkerung benutzen fluoridiertes Wasser. Bis zur Wiedervereinigung wurde auch in einigen Orten der ehemaligen DDR das Trinkwasser fluoridiert. In Westdeutschland wurde zwischen 1952 und 1971 der Kasseler Ortsteil Wahlershausen mit fluoridiertem Trinkwasser versorgt.
Heute wird in den meisten europäischen Ländern, darunter Deutschland, Österreich und die Schweiz (bis 2003), das Trinkwasser nicht fluoridiert. In der Schweizer Stadt Basel wurde 2003 die 1962 begonnene Trinkwasserfluoridierung wieder eingestellt. Ausnahmen in Europa sind Irland, wo etwa 71 % der Bevölkerung fluoridiertes Trinkwasser zur Verfügung steht, das Vereinigte Königreich mit etwa 10 % Abdeckung (bzw. 5,8 Millionen Einwohnern), Polen, Serbien und Spanien. In Großbritannien wird eine Ausweitung der Fluoridierung auf das ganze Land erwogen.
Global fluoridieren nur wenige Länder das Trinkwasser, beispielsweise die USA, Brasilien, Australien oder Kanada. Fluoridiertes Trinkwasser steht etwa 10 % der Weltbevölkerung zur Verfügung, abhängig von zahlreichen politischen, geographischen, finanziellen und technischen Gründen (beispielsweise eine fehlende oder ungeeignete zentrale Wasserversorgung). Neben der Unschädlichkeit besteht ein weiterer Vorteil darin, dass Personen automatisch von Geburt an erreicht werden können. Dies stellt allgemein eine der sozial gerechtesten Strategien auf Populationsebene dar, wenngleich sie nicht die geeignetste für alle Bevölkerungsgruppen ist. Nachteilig wirkt sich eine Trinkwasserfluoridierung in Industrieländern aus, da dort das Trinkwasser größtenteils eher für andere Zwecke (Körperpflege, Wäsche, industrielle Zwecke) eingesetzt wird und damit nicht an den eigentlichen Bestimmungsort angelangt.
Ein wissenschaftlicher Beirat von Public Health England der britischen Regierung betrachtet die Trinkwasserfluoridierung als eine „sichere und effektive“ Maßnahme. In der Altersgruppe zwischen ein und vier Jahren seien 45 % weniger kariöse Zähne festgestellt worden. Bei den Fünfjährigen seien es 15 % weniger und bei den Zwölfjährigen 11 %. Als Konsequenz empfahl der Beirat die weitere Ausweitung der Trinkwasserfluoridierung in England.
Basierend auf älteren Beobachtungsstudien mit vergleichsweise niedrigem Evidenzniveau wird der beste prophylaktische Effekt im Bereich von 0,6–1,1 ppm F− (je nach Klima) definiert, dies verringert auch das Risiko an Fluorosen. Die WHO empfiehlt allgemein einen Wert von 0,5–1,0 mg F−/l. Bei der Aussagekraft muss auch berücksichtigt werden, dass viele der Studien aus einer Zeit (vor mehr als 50 Jahren) stammt, bevor fluoridierte Zahnpasta verfügbar war.
Der Erfolg der Wasserfluoridierung führte zu der Entwicklung anderer fluoridhaltiger Produkte, beispielsweise Zahnpasten, Mundspülungen, Lebensmittel wie Milch oder Salz, Gele, Schaum und Zahnlacke. Nach Einführung dieser Produkte hat der Nutzen der Trinkwasserfluoridierung bei Kindern abgenommen. Vor der Beendigung und insbesondere Einführung einer Trinkwasserfluoridierung empfehlen daher die Autoren des Cochrane-Reports, dass sorgfältig verschiedene Gesichtspunkte und Evidenzen abgewogen werden (Ernährung, Gebrauch von Trinkwasser, Verfügbarkeit anderer karriespräventiver Maßnahmen, Kosten, Akzeptanz, Durchführbarkeit und eine laufende Überwachung).
Im November 2024 äußerte der Impfgegner Robert F. Kennedy Jr., der zu diesem Zeitpunkt Donald Trump im Wahlkampf unterstützte, dass dieser im Falle eines Wahlsiegs die Fluoridierung des Trinkwassers im Land stoppen wolle. Nachdem Kennedy zum Gesundheitsminister im Kabinett Trump ernannt worden war, riet er den Wasserversorgern, auf Fluoridierung zu verzichten und forderte die CDC auf, ihre entsprechenden Empfehlungen zu ändern.

#### Fluoridierte Lebensmittel
Auf Basis der guten Erfahrungen mit iodiertem Speisesalz wurde 1955 in der Schweiz erstmals fluoridiertes Speisesalz angeboten mit der Absicht, das Kariesrisiko zu senken. Fluoridiertes Salz steht in mehreren Ländern zur Verfügung, seit Jahrzehnten in Europa (zurzeit in Österreich, Tschechien, Frankreich, Deutschland, Rumänien, Slowakei, Spanien und der Schweiz), seit den 1990er Jahren in Süd- und Zentralamerika (außer Brasilien, Chile und Panama) und mittlerweile auch in Asien (z. B. Laos und Kambodscha) sowie in Madagaskar. Etwa 300 Millionen Menschen weltweit nehmen es ein, zwei Drittel davon in Lateinamerika und etwa 70–80 Millionen Europäer. Am stärksten wird fluoridiertes Salz in Jamaika, Costa Rica sowie im Kanton Waadt konsumiert. Während in Deutschland fluoridiertes Speisesalz nur für den häuslichen Gebrauch zugelassen ist (seit 1991 mit 250 ppm F−, seit 2014 mit 310 ppm F−), wird es auch von Bäckern in den Schweizer Kantonen Glarus und Waadt verwendet. In Deutschland beträgt der Marktanteil an fluoridiertem Salz etwa 60 %.
Die Fluoridierung von Milch begann in den 1950er Jahren in der Schweiz, den USA und Japan. Programme zur Fluoridierung von Milch werden von der WHO und der Ernährungs- und Landwirtschaftsorganisation der Vereinten Nationen unterstützt und in etwa 15 Ländern vorangetrieben. Diese sollen bei Kindern zur Kariesprävention beitragen. Vorteilhaft ist hier der Umstand, dass Milch bei der Ernährung ohnehin eine wichtige Rolle spielt, zudem kann auch Milchpulver fluoridiert werden. Etwa 1,5 Millionen Kinder weltweit nehmen fluoridierte Milch zu sich. Größtenteils wird mittels NaF fluoridiert, außer bei den ländlichen Kariespräventionsprogrammen in Chile, dort mittels Natriumfluorophosphat. Die durchschnittlich aufgenommene Tagesdosis schwankt zwischen 0,50 und 0,85 mg F−, empfohlen wird eine tägliche Einnahme von 200 ml fluoridierter Milch an 200 Tagen im Jahr. Zwar liegen nicht viele qualitativ hochwertige Wirksamkeitsstudien vor, diese zeigen aber einen kariespräventativen Effekt bei Kindern.
Laut WHO gilt die Fluoridierung von Salz oder Milch allgemein als eine kostengünstige Alternative zur Trinkwasserfluoridierung, gerade in Gemeinden oder Ländern, in denen eine solche nicht durchführbar ist. Zudem können Personen selbst entscheiden, ob sie diese Art der Fluoridierung wählen. Bei der Fluoridierung von Milch ist das Risiko an Nebenwirkungen gering. Gegenüber der Fluoridierung von Wasser ist die Methode aber nicht so effizient, da die in Milch enthaltenen Fluoride unlösliche Komplexe bilden, wodurch sie schlechter vom Körper aufgenommen werden.

### Lokale, individuelle Fluoridierung

#### Selbstapplikation
Gegenüber der Verwendung von fluoridiertem Wasser und Lebensmitteln wird vor allem der Fluoridierung von Zahnpasta seit den siebziger Jahren große Bedeutung zugemessen, wodurch die Wasserfluoridierung an Bedeutung verloren hat. Regelmäßiges Zähneputzen mit fluoridhaltiger Zahnpasta ist im Allgemeinen ausreichend, da sie die am besten verfügbare Art der Fluoridierung und in den meisten Kulturen weltweit eine verbreitete Lebensgewohnheit darstellt. Fluoridierte Zahnpasten enthalten überwiegend NaF, Natriummonofluorphosphat oder Aminfluorid (max. 1500 ppm). Eine Überlegenheit einer dieser Fluoridverbindungen konnte nicht demonstriert werden, obwohl „freie“ Fluoride generell die höchste Wirksamkeit entfalten. Allgemein tragen alle genutzten Fluoridverbindungen zur Kariesprophylaxe bei, seit den letzten Jahrzehnten des 20. Jahrhunderts hatten sie einen maßgeblichen Einfluss auf den Rückgang von Karies, unabhängig von einer vorliegenden Wasserfluoridierung oder einer anders gearteten zusätzlichen Fluoridierung. Fluoride in zahnmedizinischen Zubereitungen gelten seit 2021 bei der WHO als unentbehrliches Arzneimittel.
In der EU sind überwiegend fluoridierte Zahnpasten erhältlich. Bei den Tests der Stiftung Warentest (Stand: Oktober 2020) wurden durchweg Zahnpasten (fast alle mit Naturkosmetiksiegel), die kein oder zu wenig Fluorid enthalten, mit „mangelhaft“ bewertet.
Eine Besonderheit unter den Zahnpasten sind sogenannte Fluorid-Gelees. Diese erhalten 1,25 % Fluoride und sind für eine wöchentliche bzw. zweiwöchentliche Anwendung vorgesehen (zum Aufbürsten oder mittels Trägers). Gegenüber Spüllösungen sind sie kostengünstiger. Sie können zu einer Karieshemmung von 40 % beitragen.
Zu den ersten gruppenprophylaktischen, kariespräventiven Maßnahmen zählen die in den 1960er Jahren eingeführten fluoridierten Mundspüllösungen. Hierbei spült man die Zähne etwa 1 bis 2 Minuten mit 10 ml einer NaF-Lösung (230–990 ppm F−). Kinder unter 6 Jahren sollten solche Lösungen wegen des Risikos des Schluckens nicht benutzen. Die kariespräventive Wirksamkeit liegt bei etwa 26 %. Während die Methode als populationsbasierte Strategie heutzutage weniger verbreitet ist, kann sie gerade bei Gesellschaften mit erhöhtem Kariesrisiko (niedriger sozioökonomischer Status) angebracht sein.
Vor Einführung moderner Fluoridzahnpasten wurden Fluoridtabletten für Kleinkinder ab 6 Monaten ausgegeben. Die damalige Studienlage basierte auf klinischen Studien teilweise ohne Kontrollgruppen und sollte eine präeruptive Wirkung demonstrieren. Heutzutage ist eine kariespräventive Wirksamkeit fluoridhaltiger Tabletten nicht belegt. Ein Problem ist auch die geringe Compliance bei der Anwendung. Ferner gibt es fluoridierte Kaugummis, die zusätzlich den Speichelfluss anregen; es liegen jedoch keine Wirksamkeitsdaten vor.

#### Professionelle Applikation
Fluoridlacke werden in Deutschland seit den 1970er Jahren professionell als nichtinvasive Maßnahme bei Kindern und Jugendlichen angewendet. Eine harzbasierte Lösung mit hohem Fluoridanteil (0,1–6 %) wird auf die getrockneten Zähne aufgetragen und härtet dort aus. Anschließend wird nach und nach Fluorid langsam freigesetzt. Die Anwendung ist vergleichsweise einfach und unabhängig von der persönlichen Zahnpflege. Wenn der Lack zweimal jährlich aufgetragen wird, zeigen Übersichtsarbeiten mäßige bis starke Evidenz zur Wirksamkeit. Ein Nachteil bei der in der Regel zeitaufwendigen Applikation von Fluoridlacken ist, dass die damit verbundene Kariesprophylaxe ökonomisch betrachtet kostspieliger ist als bei selbst angewandten Methoden. Durch die lange Verweildauer tragen sie zur Desensibilisierung empfindlicher Zahnhälse bei, sie sind Gelees überlegen.
Fluoridlösungen bestehen aus beispielsweise einer 2 %igen NaF- oder 1,23 %igen Phosphatfluoridlösung. Sie dienen in einigen europäischen Ländern sowie den USA als allgemeine Strategie einer lokalen Kariesprophylaxe und sind preisgünstiger als die Lacke. Trotz eingeschränkter Evidenz wird der präventive Faktor einer zweifach jährlichen Anwendung auf 30 % geschätzt.
In vielen nichteuropäischen Ländern werden sogenannte Fluoridgele eingesetzt. Diese aromatisierten Gele enthalten ca. 1 % NaF. Sie werden auf eine entweder konfektionierte oder speziell gefertigte Fluoridierungsschiene aufgetragen und sollen ca. 4 Minuten die Zahnoberflächen bedecken. Auch für den Hausgebrauch gibt es auf Aminofluorid basierende, niedrigdosierte Gele. Nachteilig sind im Vergleich mit den Lacken die Gefahr des Verschluckens und die etwas schlechteren Ergebnisse bei der Kariesprävention von Milchzähnen. Zudem beansprucht die Anwendung für den Patienten mehr Zeit als bei Fluoridlacken, was gerade bei Vorschulkindern zum Tragen kommt. Kontrollierte Studien zeigen eine kariesprophylaktische Wirkung von etwa 28 % bei gesunden Zähnen.

## Empfehlungen deutscher Fachgesellschaften
Bis 2021 bestanden zwischen der Deutschen Gesellschaft für Kinder- und Jugendmedizin (DGK) und der Deutschen Akademie für Kinder- und Jugendmedizin (DAKJ) einerseits und der Deutschen Gesellschaft für Zahn-, Mund- und Kieferheilkunde (DGZMK) andererseits uneinheitliche, teilweise widersprüchliche Empfehlungen zur kinderärztlichen Praxis der Kariesprävention mittels fluoridierter Zahnpasten bzw. mittels Supplementation durch Fluoridtabletten oder -tropfen. Zudem trat das Bundesland Sachsen 2015 mit eigenen Empfehlungen zur Anwendung von Fluoriden ab dem Säuglingsalter und zur Kariesprophylaxe beim Kleinkind hervor.
2021 gaben deutsche Fachgesellschaften und Verbände der Pädiatrie, Zahnheilkunde, Geburtshilfe und Ernährung sowie der zahnärztlichen Gruppenprophylaxe eine einheitliche Empfehlung unter dem Netzwerk „Gesund ins Leben“ heraus. Dieses Netzwerk – eine Einrichtung im Geschäftsbereich des Bundesministeriums für Ernährung und Landwirtschaft (BMEL) – empfahl:
- Von der Geburt bis zum Durchbruch des ersten Milchzahns sollen Säuglinge täglich mit 400 bis 500 I.E. Vitamin D und 0,25 mg F− in Tablettenform supplementiert werden.
- Nach dem Zahndurchbruch soll (behutsam) mit dem Zähneputzen begonnen werden:
  - Entweder wird begleitend zum Zähneputzen (ohne Zahnpasta oder mit einer geringen Menge an fluoridfreier Zahnpasta) täglich weiterhin supplementiert.
  - Alternativ soll kein Fluorid in Tablettenform verabreicht werden, dafür aber zweimal täglich mit einer reiskorngroßen Menge (0,125 g) an fluoridhaltiger Zahnpasta mit 1000 ppm F− bis zu zweimal täglich geputzt werden.
- Von 12 bis 24 Monaten soll eine zweimal tägliche Zahnpflege mit einer reiskorngroßen Menge an fluoridhaltiger Zahnpasta (1000 ppm F−) erfolgen.
- Von 2 bis 6 Jahren wird empfohlen, die Zähne des Kindes zweimal täglich mit jeweils einer erbsengroßen Menge (0,25 g) Zahnpasta mit 1000 ppm F− zu putzen. In der Kita kann ein dritter Putzgang erfolgen.

## Wirksamkeit
Die karieshemmende Wirksamkeit von Fluoridanwendungen gilt als gut belegt.

## Unerwünschte Wirkungen

### Überdosierung

#### Zahnfluorose

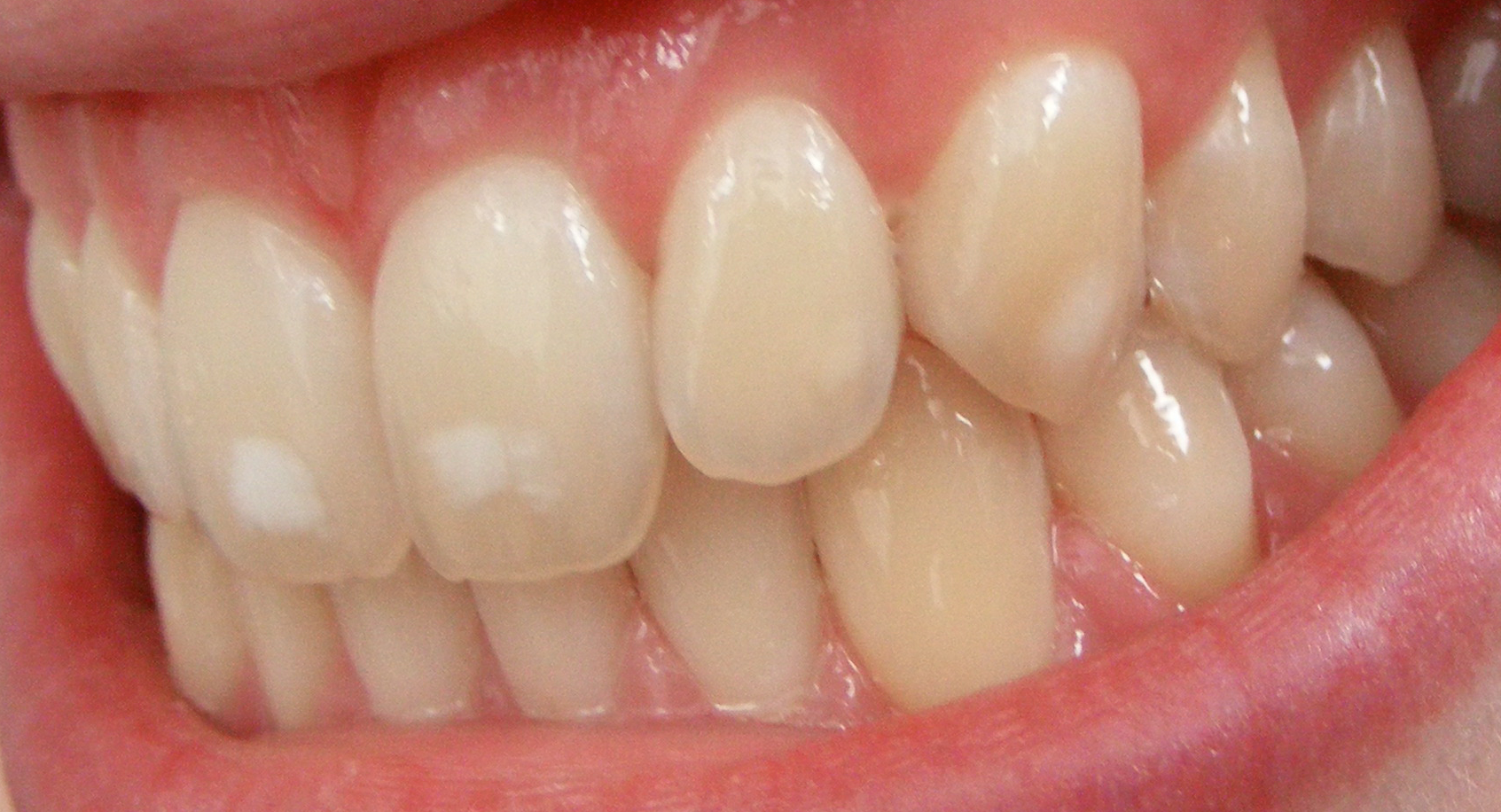
Leichte Form der Zahnfluorose

Während Fluorid in einer Dosierung von ca. 1 mg/Tag als ein wirksames Mittel zur Prophylaxe der Karies angesehen wird, kann es in höheren Dosen (über 2 mg/Tag während der Zahnentwicklung) eine Zahnfluorose erzeugen, bei der sich – je nach Schwere – weiße bis braune Verfärbungen in Form von Flecken oder Streifen auf der Zahnschmelzoberfläche bis zu massiven Defekten mit Substanzverlust bilden. Hierbei sind insbesondere die bukkalen Zahnflächen betroffen. In stärkerer Ausprägung ist dies nicht nur kosmetisch störend, sondern auch schädlich für die Zähne, da die Zahnschmelzoberfläche dadurch weniger widerstandsfähig wird.
Ab welcher Konzentration die Zahnfluorose auftritt ist in der Literatur umstritten, es werden Werte von 0,03 bis 1,0 mg Fluorid / kg Körpergewicht und Tag angegeben.

#### Fluorose
Die Aufnahme von Fluoriden kann zu akuten oder chronischen Schädigungen führen. Unter bestimmten Voraussetzungen (zum Beispiel Verzehr von vielen Fluoridtabletten durch Kinder, technisches Versagen von Anlagen zur Wasserfluoridierung oder Verschlucken von höher konzentrierten Fluoridgelen, die beim Zahnarzt aufgetragen werden) ist eine akute Fluoridvergiftung auch durch Produkte zur Kariesprophylaxe möglich und vorgekommen. So kam es 1992 in einem Dorf in Alaska aufgrund eines Defekts in der Trinkwasseraufbereitungs-Anlage zu Fluorid-Vergiftungen in der Bevölkerung und einem Todesfall.
Chronische Schädigungen sind von Arbeitern bekannt geworden, die am Arbeitsplatz Fluoriden exponiert sind. Knochenfluorose, auch durch Wasser mit überhöhtem Fluoridgehalt induzierbar, entsteht durch eine fluoridbedingte Stimulation der knochenbildenden Zellen (Osteoblasten). Diesen Effekt nutzte man lange bei der inzwischen veralteten Osteoporose-Therapie mit hoch dosierten Fluoridgaben (iatrogene Fluorose). Eine Knochenfluorose bildet sich bei einer systemischen langjährigen Aufnahme erhöhter Dosen (> 10 mg Fluorid täglich), ohne aber einen Krankheitswert zu besitzen. So wurden in den USA keine Gesundheitsprobleme aufgrund von Knochenfluorosen selbst in Gegenden hoher Fluoridkonzentration im Trinkwasser beobachtet. Für eine schwere Knochenfluorose müssten etwa 20 bis 80 mg Fluorid über 10 bis 20 Jahre aufgenommen werden. Die Fluorosteopathie führt durch Vermehrung des Knochengewebes zu Elastizitätsverlust und erhöhter Knochenbrüchigkeit (Osteosklerose) bis hin zum völligen Versteifen von Gelenken oder gar der Wirbelsäule.
Durch Immissionen wurden Umweltschäden an Nutzpflanzen und Tierbeständen ausgelöst, die zu hohen Schadenersatzforderungen führten. Ein besonders gut belegtes Beispiel ist hier der sogenannte Schweizer Fluorkrieg.
Auf der anderen Seite muss eine Toxizität von Fluoriden in Lebensmitteln im Hinblick auf die verwendeten Dosen entsprechend berücksichtigt werden. Die Frage nach der optimalen Fluorid-Dosis ist aber nicht abschließend beantwortet, 0,05–0,07 mg Fluorid / kg Körpergewicht pro Tag gelten als optimal. Schließlich stellt man durch Fluoridierung eine bestimmte Konzentration z. B. im Leitungswasser (oder Kochsalz) ein, wobei die individuelle Dosis von der verbrauchten Wasser- oder Salzmenge und zusätzlicher Fluorid-Zufuhr aus anderen Quellen bestimmt wird. In den USA ist für die Trinkwasserqualität die Environmental Protection Agency verantwortlich, die regelmäßig maximale Fluoridmengen in Trinkwasser überprüft und evaluiert.

### Kein Krebsrisiko
Vermutungen, dass die Anwendung auch niedrig konzentrierter Fluorsalze und -verbindungen Krebs verursachen könnte, gelten als widerlegt. Das National Cancer Institute konnte nach Auswertung von 2,3 Millionen Krebs-Sterbefällen sowie 125.000 Krebs-Neuerkrankungen in den USA keinen Zusammenhang mit fluoridiertem Wasser nachweisen. Eine weitere Studie bestätigte dieses Ergebnis. Der ursprüngliche Anlass für diese Untersuchung waren tierexperimentelle Daten, bei denen Osteosarkome bei Ratten festgestellt wurden, nachdem sie das 45- bzw. 79-fache der Fluoriddosis im Trinkwasser enthielten. Beim Menschen ist ein Zusammenhang von Osteosarkomen bei Trinkwasserfluoridierung mittlerweile widerlegt. Die Internationale Agentur für Krebsforschung (IARC) war bereits in ihrer Bewertung 1982 zu dem Ergebnis gekommen, dass es keine Anzeichen einer erhöhten Krebssterblichkeit im Zusammenhang mit dem Fluoridgehalt von Trinkwasser gibt. Dabei ging es allerdings nicht um die Frage, ob Fluoride in irgendeiner Konzentration oder Dosierung schädliche Wirkungen haben, sondern ob sich im Rahmen der zahnmedizinisch genutzten Präparate und Konzentrationen (TWF etc.) karzinogene Wirkungen nachweisen lassen.

### Keine Neurotoxizität
In tierexperimentellen Studien konnte gezeigt werden, dass hochdosierte Fluoridgaben zu neurotoxischen Schäden führen. Im Lauf der Zeit wurden verschiedene Beobachtungsstudien und Metaanalysen durchgeführt, um zu untersuchen, ob Fluorid in der Entwicklung von Kindern Neurotoxizitäten verursachen kann. Insbesondere wurde der Einfluss von fluoridiertem Trinkwasser auf das kognitive Leistungsvermögen von Kindern untersucht. Bei Studien, die bei einer systemischen Fluoridaufnahme eine Senkung des Intelligenzquotienten sehen, wurden schwere, zum Teil sehr schwere Mängel oder zahlreiche methodische Schwächen und Ungereimtheiten gefunden, auch bei Metareviews. Ein weiteres Problem ist, dass durch das Studiendesign (z. B. bei Querschnittsstudien) lediglich Assoziationen, nicht aber Kausalitäten abgeleitet werden können. Schließlich berücksichtigen insbesondere Studien aus China nicht den dort vorherrschenden Jodmangel, der einen nicht unerheblichen Einfluss auf die kognitive Entwicklung hat.

### Keine Geburtsfehler
Nach Auswertung mehrerer epidemiologischer Studien konnte kein kausaler Zusammenhang zwischen dem Konsum fluoridierten Trinkwassers während der Schwangerschaft und Geburtsfehlern oder dem Down-Syndrom identifiziert werden.

## Geschichte
Die bisher veröffentlichten Ausführungen zur Geschichte der Kariesprophylaxe mit Fluoriden beziehen sich unter verschiedenen Blickwinkeln hauptsächlich auf die Trinkwasserfluoridierung (TWF), die meist als Erfolgsgeschichte der amerikanischen Zahnmedizin geschildert wird.
So hatte nach jahrelanger Vorarbeit Frederick Sumner McKay 1925 erreicht, dass zum ersten Mal in der Geschichte der Zahnmedizin eine ganze Stadt wegen eines zahnmedizinischen Phänomens die Wasserversorgung umstellte. Im Zusammenhang mit der Entdeckung des Fluorids als Ursache der endemisch auftretenden Zahnfluorose äußerte erstmals William John Gies die Vision von einer Trinkwasserhygiene unter Leitung der Zahnärzteschaft. 1938 sprach Henry Trendley Dean von der Möglichkeit, über das Wassernetz die Häufigkeit von Karies durch Fluorid-Zusatz unter Kontrolle zu bringen. Frank Bull, einer der engagiertesten frühen Verfechter der TWF, sprach neun Jahre später von der „größten Sache in der Zahnmedizin“, die heute gelegentlich als deren wichtigster Beitrag zum öffentlichen Gesundheitswesen bezeichnet wird.
Daher hat die Trinkwasserfluoridierung zahlreiche Fürsprecher in der Zahnmedizin, die darin unter anderem einen Prestigegewinn wahrnehmen – auch auf politischer Ebene.

### Fluoridforschung im 19. und frühen 20. Jahrhundert
Die Anwendung von Fluoriden zur Prophylaxe von Zahnkaries war ursprünglich keine Entdeckung der (amerikanischen) Zahnmedizin. Trendley Dean zitiert in einer Arbeit aus dem Jahr 1943 bzw. 1947 erste Anwendungen im späten 19. Jahrhundert. So empfahl 1874 der Emmendinger Bezirksarzt „Dr. Erhardt“ Kaliumfluorid-Pastillen und der englische Arzt Sir James Crichton-Browne mutmaßte, ob das Auftreten von Karies in England durch einen Mangel an Fluoriden in der Nahrung verursacht werde. Infolgedessen sollten seiner Meinung nach bei der Mehlherstellung auch die fluoridreichen Hüllen des Getreidekorns mitverarbeitet werden.
Die positiven Darstellungen bildeten etwa die Grundlage für Tierversuche von Ernährungswissenschaftlern um Elmer McCollum. Die Forscher versetzten das Futter von Ratten mit Natriumfluorid. Damit wollten sie prüfen, ob das Fluorid wirklich die früher behaupteten vorteilhaften Wirkungen hätte. Dabei stellten sie 1925 schon ähnliche Zahnveränderungen fest, wie sie bei Menschen mit mottled teeth zu beobachten waren. Der zahnärztliche Berater der Gruppe, Russell Welford Bunting, hatte den Zusammenhang zunächst nicht erkannt.
Später wies Dean auf die frühen Empfehlungen hin. Als er seine These von der kariesprophylaktischen Fluoridwirkung präsentierte, standen Fluoride in Verdacht, Vergiftungen zu verursachen und die Mehrheit seiner Kollegen suchte inzwischen nach Optionen, den Fluoridgehalt des Trinkwassers so niedrig wie möglich zu halten, um die mancherorts endemisch auftretenden Zahnverfärbungen einzudämmen.
Der amerikanische Chemiker Gerald Judy Cox kommentiert die der Wasserfluoridierung vorausgegangene Entwicklung in Europa im 19. und frühen 20. Jahrhundert sehr selektiv und reihte sie in seine Darstellung der Geschichte fast nahtlos ein. In Europa wurden die frühen Forschungen mit Fluoriden erst nach dem Zweiten Weltkrieg auf amerikanische Initiative hin interessant. Dabei wurde Deans Zitat einfach in deutschsprachige Rückblicke übernommen. Bis dahin beachteten zahnmedizinische Kreise, abgesehen von lokal begrenzten Einzelaktivitäten (z. B. Hermann Schröder), diese Art der Kariesprophylaxe nicht besonders. Als Begründung wird auf widersprüchliche Analysedaten und das toxische Potential von Fluoriden verwiesen.

### Erste Versuche mit Trinkwasserfluoridierung
1942 stellten Trendley Dean und Philip Jay ihre statistischen Untersuchungen in 21 Städten vor, wonach der Kariesbefall bei Kindern mit zunehmender Fluoridkonzentration des Wassers sinkt. 1945 begannen die ersten Fluoridierungsversuche in den US-Städten Grand Rapids (Michigan) und Newburgh (New York) sowie in Brantford (Ontario, Canada).

### Fluoridierungspropaganda nach dem Krieg
Nach Ende des Krieges besuchte Trendley Dean mehrere deutsche Städte für zahnmedizinische Untersuchungen. Auch David B. Ast, Initiator des Newburgh-Versuchs, und Henry Klein (USPHS) reisten durch europäische Städte, um dem American Jewish Joint Distribution Committee ein Bild von der zahnärztlichen Versorgung der jüdischen Vertriebenen zu vermitteln.
Die deutsche Zahnmedizin war bei Kriegsende aus Sicht der Amerikaner aus verschiedenen Gründen in einem schlechten Zustand: So war die zahnärztliche Ausbildung, wie auch immer sie vor dem Krieg gewesen sein mag, gnadenlos den Kriegszielen geopfert worden; zahnmedizinische Techniken, manchmal aus Improvisation und Verknappung geboren, lagen bei weitem nicht auf dem amerikanischen Stand. Folglich war die Zahnärzteschaft in Deutschland konfrontiert mit einem enormen Bedarf an Rehabilitation und Wiederaufbau. Die Isolation wurde verschärft, als 1947 die Federation Dentaire Internationale (FDI) Deutschland (und Japan) aus der Liste der Mitglieder strich. Am 17. Juni 1948 wurde die „Zahnärztliche Gesellschaft an der Universität Berlin“ gegründet. Zu ihrem Vorstand gehörten Georg Axhausen (1. Vorsitzender), Walter Drum (stellvertr. Vorsitzender) und Hans Joachim Schmidt. Ziel der Gesellschaft war es, unter Ausschaltung wirtschaftlicher und staatspolitischer Ziele ein Forum für die Verbreitung und Diskussion wissenschaftlicher Erkenntnisse zu bilden. Die Fluoridierungsmaßnahmen der Amerikaner wurden in Deutschland spürbarer: 1951 gab es unter anderem eine „Fluor-Großaktion im Land Hessen“ durch Verteilung von Fluorid-Pillen an Schulkinder. Zwischen Deutschland und den USA folgte ein reger Austausch von Zahnärzten für Studienbesuche. Schon 1952 stimmte die FDI einer Wiederaufnahme Deutschlands zu und Erich Müller versprach für die deutsche Zahnmedizin eine rückhaltlose Kooperation. Voller Enthusiasmus verkündete ein Jahr später Walter Drum den Sieg über die Zahnkaries durch Fluor.
Am 2. Dezember 1952 begann in Kassel-Wahlershausen der erste deutsche Trinkwasserfluoridierungsversuch, auf Betreiben von Heinrich Hornung. Schon nach kurzer Zeit erforderte die Apparatur eine Instandsetzung. Die Fluoridierungsanlage in Kassel wurde 1971 auf Beschluss des verantwortlichen Ministeriums endgültig abgestellt als Ergebnis „gesetzlicher und gesundheitlicher Erwägungen“. Trotzdem wurde 1984 ein neuer Versuch unternommen, in Berlin die Trinkwasserfluoridierung einzuführen. Der Versuch scheiterte am Widerstand der Bevölkerung, unterstützt von kritischen Ärzten und Zahnärzten.

### Fluoridiertes Kochsalz
Ulf Fink setzte sich nun für eine Gesetzesänderung über den Bundesrat ein, um die Fluoridierung von Kochsalz zu ermöglichen. Nachdem 1987 in Frankreich fluoridiertes Kochsalz eingeführt worden war, erforderten Wirtschaftsbeziehungen eine entsprechende Anpassung in Deutschland. Seit 1991 wird in Deutschland fluoridiertes Kochsalz verkauft.

### Die Entwicklung in der Schweiz
Durch eine Entscheidung des Zürcher Regierungsrats konnte ab Juli 1955 Fluorid dem Kochsalz beigefügt werden, womit die Schweiz zum Pionier auf diesem Gebiet der Krankheitsprävention wurde. 1959 waren 40 Prozent des bei den Vereinigten Schweizer Rheinsalinen bezogenen Kochsalzes fluoridiert. Bis ins Jahr 2000 stieg der Anteil des fluorierten Kochsalzes auf über 80 Prozent des Marktvolumens. Kombiniert mit Vorsorgemaßnahmen in Schulen und fluoridierter Zahnpasta, ergab sich ein Rückgang des Kariesbefalls zwischen 1964 und 2000 – erhoben an der Bevölkerung des Kantons Zürich – um fast 90 Prozent. Auf Empfehlung des Schweizer Bundesamtes für Gesundheit, in Zusammenarbeit mit der Fluor- und Jodkommission der Akademie der medizinischen Wissenschaften, wird in der Schweiz einem Kilogramm Speisesalz 250 Milligramm Fluorid beigemischt (entspricht 250 ppm). Die Zugabe durch den Salzhersteller erfolgt freiwillig.
Im Kanton Basel-Stadt wurde von 1962 bis 2003 dem Trinkwasser Fluorid beigesetzt, dafür war fluoridiertes Kochsalz kommerziell nicht erhältlich. Dies wurde dann mit der übrigen Schweiz harmonisiert, nicht zuletzt um den Großverteilern die Logistik zu erleichtern.